# Eliolona (equip ciclista)
L'equip Eliolona va ser un equip ciclista italià, de ciclisme en ruta que va competir el 1969. Va tenir l'espanyol Julio Jiménez com a principal ciclista.

## Principals resultats

### A les grans voltes
- Giro d'Itàlia
  - 1 participacions (1969)

- Tour de França
  - 0 participacions

- Volta a Espanya
  - 0 participacions